# François Baboulet
François Baboulet né le 12 avril 1914 à Toulouse et mort le 17 décembre 2010 à Paris est un peintre français.

## Biographie
Fils de Louis Baboulet, inspecteur général des PTT, et de son épouse née Berthe Passerieu, François Baboulet suit ses études au collège Caousou à Toulouse, entre ensuite à la faculté de droit et de lettres, est admis à l'École des beaux-arts de Toulouse, puis étudie à l'École des beaux-arts de Paris dans l'atelier d'André Devambez (1867-1944),.
Il est comitard au bal des Quat'z'Arts de 1936, 1939, 1946 et 1947. Il sera par la suite secrétaire du comité d'honneur du bal des Quat'z'Arts en 1948.
En 1941, de retour à Toulouse, il devient professeur à l'école des beaux-arts de la ville jusqu'en 1945, où il retourne à Paris. Il s'implique dans le milieu artistique de la capitale. Il est membre de la Société de Saint-Jean pour le développement de l'art chrétien et devient président du groupe Trois dimensions à la galerie Durand-Ruel en 1955-1970, président de la commission de la professionnalité (qui permet à un artiste de cotiser à la sécurité sociale en tant qu'artiste-auteur) de la Fondation Nationale des Arts graphiques et plastiques (Fondation des Artistes) dans la section peinture, vice-président de la Maison des artistes, Fondation Salomon de Rothschild, conseiller technique, puis vice-président de la Confédération des travailleurs intellectuels (1968-1998), président d'honneur en 1976 de la Société nationale des beaux-arts, vice-président du Salon Comparaisons, sociétaire du Salon des indépendants, membre du jury du Salon d'automne, président-fondateur du Salon Terres latines en 1954. Il reçoit la médaille d'argent de la Ville de Paris le 14 décembre 1964. Ses toiles cherchent à se rapprocher le plus possible de la réalité, souvent en trompe-l’œil. Ses natures mortes, en particulier, rappellent l'art du XVIIIe siècle.
Il est nommé en 1973 peintre officiel de la Marine. La Marine nationale l'envoie en mission dans l'archipel Saint-Pierre-et-Miquelon.
Membre du comité du Salon du Grenier à sel d'Honfleur en 1998, il est président du Salon de la Société nationale des beaux-arts au Carrousel du Louvre en 1999, président de l'exposition Marine 2000 à la mairie du 9e arrondissement de Paris.
Il meurt le 17 décembre 2010 à Paris.
Le 19 octobre 2016, l'ensemble des œuvres de son atelier est vendu aux enchères à Paris à l'hôtel Drouot par l'étude Beaussant-Lefèvre,.

## Expositions
- Le pétrole vu par 100 peintres , Musée Galliera, Paris, octobre 1959 ; œuvre présentée :  Le Pétrole.
- 1er Salon Biarritz - San Sebastián : École de Paris, peinture, sculpture, casino de Biarritz et Musée San Telmo, Saint-Sébastien (Espagne), juillet-septembre 1965.